# Los mejores años de nuestra vida canción a canción
Los mejores años de nuestra vida canción a canción fue un programa producto por Gestmusic para Televisión Española, emitido el martes a las 22 horas en la La 1 desde el 3 de marzo de 2009. Su fórmula original lo hace no un tradicional concurso o recopilatorio de música, sino una divertida revocación de música, espectáculo, costumbre y historia, mezclando los éxitos de los famosos con los hechos más representativos de una época a través la televisión española, divididos en 5 décadas: años 50, 60, 70, 80 y 90. Está basado en el programa italiano I migliori anni, que toma su nombre de una canción de lo cantante italiano Renato Zero, I migliori anni della nostra vita, traducible en español Los mejores años de nuestra vida. Sirvió para lanzar a la fama a la presentadora Anna Simon. 
Este programa tuvo una fuerte influencia en el programa de éxito que se emite en Antena 3, también de Gestmusic, Tu cara me suena que ha sido exportado a varios países. Ángel Llácer participa como jurado en este programa y Anna Simon de concursante en la segunda edición.

## Formato
El programa español es una adaptación del formato original italiano de la RAI "I migliori anni" conducido por Carlo Conti que a la vez es unido a diversos asociados, y tiene gran éxito en la televisión italiana desde 2008 tratando famosos e historia nacional desde 1960 a través de la televisión italiana.
El presentador es Carlos Sobera junto a Anna Simon, Ángela Fuente y Ángel Llácer. Los tres introducen los invitados y presentan las secciones que hacen revivir una primera década enfrentada a una segunda. Cada década consta seis o siete actuaciones de cantantes o grupos, y es votada por el jurado.

### Jurado
Un jurado de 60 adolescentes, coordinados por un tutor, Ángel Llàcer, elige cada semana con sus votos la mejor década. 

### Emisión el la web y "Tus recuerdos"
En la web del programa los usuarios pueden ver los contenidos del programa, el Archivo de RTVE y pueden participar a los recuerdos ("Tus recuerdos"), escribiendo en un "tablón de anuncios virtual". Cada semana Carlos Sobera lee los mejores recuerdos seleccionados por el equipo del programa.

## Programas
En el estreno, el martes 3 de marzo, se recordaron las décadas de los 60, capitaneada por Anna Simon, y los 80, liderada por Ángela Fuente. Se recordaron figuras de cada género, como los políticos John F. Kennedy y Gorbachov, personajes de la música, como The Beatles y Madonna, y de los toros, como El Cordobés y Paquirri.

## Artistas Invitados
| Invitado                  | Canción                                                  | Gala   |
| ------------------------- | -------------------------------------------------------- | ------ |
| Raphael                   | Digan lo que digan Yo soy aquel                          | Gala 1 |
| Los Secretos              | Déjame                                                   | Gala 1 |
| Jimmy Fontana             | Il Mondo                                                 | Gala 1 |
| Henry Stephen             | Limón, limonero                                          | Gala 1 |
| Ramoncín                  | Litros de alcohol                                        | Gala 1 |
| Los Sírex                 | La escoba                                                | Gala 1 |
| Pino D'Angiò              | Ma quale idea                                            | Gala 1 |
| Gelu                      | El partido de fútbol                                     | Gala 1 |
| Samantha Fox              | Touch me                                                 | Gala 1 |
| Pedro Marín               | Aire                                                     | Gala 1 |
| Mike Kennedy              | Black Is Black                                           | Gala 1 |
| Los 3 Sudamericanos       | Cartagenera La pollera colorá Vuelo 502 Me lo dijo Pérez | Gala 1 |
| María Jesús y su acordeón | El baile de los pajaritos                                | Gala 1 |
| Los del Río               | Macarena                                                 | Gala 2 |
| Fórmula V                 | Cuéntame Vacaciones de verano La fiesta de Blas          | Gala 2 |
| Pablo Abraira             | Gavilán o paloma                                         | Gala 2 |

## Audiencias

### Primera edición
El programa se estrenó el 3 de marzo de 2009. La gala final se emitió el 2 de junio de 2009.
| Fecha      | Día    | Hora  | Gala    | Características programa | Espectadores | Share |
| ---------- | ------ | ----- | ------- | ------------------------ | ------------ | ----- |
| 03/03/2009 | Martes | 22h00 | Gala 1  | Los 60 vs. Los 80        | 3.450.000    | 19,3% |
| 10/03/2009 | Martes | 22h00 | Gala 2  | Los 70 vs. Los 90        | 2.878.000    | 19,1% |
| 17/03/2009 | Martes | 22h00 | Gala 3  | Los 50 vs. Los 80        | 2.551.000    | 16,1% |
| 24/03/2009 | Martes | 22h00 | Gala 4  | Los 60 vs. Los 90        | 2.465.000    | 15,3% |
| 31/03/2009 | Martes | 22h00 | Gala 5  | Los 50 vs. Los 70        | 2.973.000    | 18,4% |
| 07/04/2009 | Martes | 22h00 | Gala 6  | Los 80 vs. Los 90        | 2.378.000    | 15,8% |
| 14/04/2009 | Martes | 22h00 | Gala 7  | Los 60 vs. Los 70        | 2.753.000    | 17,5% |
| 28/04/2009 | Martes | 22h00 | Gala 8  | Los 50 vs. Los 90        | 1.992.000    | 13,7% |
| 05/05/2009 | Martes | 22h00 | Gala 9  | Los 70 vs. Los 80        | 2.800.000    | 18,1% |
| 12/05/2009 | Martes | 22h00 | Gala 10 | Especial Eurovisión      | 2.211.000    | 14,0% |
| 19/05/2009 | Martes | 22h00 | Gala 11 | Los 60 vs. Los 50        | 2.572.000    | 16,1% |
| 26/05/2009 | Martes | 22h00 | Gala 12 | Semifinal                | 2.168.000    | 14,3% |
| 02/06/2009 | Martes | 22h00 | Gala 13 | ¡La gran final!          | 2.324.000    | 15,1% |
| 09/06/2009 | Martes | 22h00 | Gala 14 | Especial Los 80          | 1.968.000    | 12,1% |
| 16/06/2009 | Martes | 22h00 | Gala 15 | La canción del verano    | 2.181.000    | 12,9% |

El espacio tuvo una audiencia media de 16'5% de cuota de pantalla (2.500.000 espectadores).

## Extranjero

### El formato italiano
El formato italiano (I migliori anni) desde enero de 2008 es transmitido el viernes a las 21 horas. En el 2008 enfrenta dos décadas. En el 2009 enfrenta las 4 décadas simultáneamente. Otra diferencia con el programa español es que el jurado italiano no está compuesto de adolescentes sino por el mismo público en sala, y es acompañado por el televoto.

### El formato mexicano
El concepto adaptado a la televisión mexicana por el productor Giorgio Aresu, con el nombre de Décadas es conducido por Alan Tacher y Adal Ramones. El programa inició el 19 de septiembre de 2010.